# Кулудия
Кулудия (фр. Kouloudia) — небольшой город и супрефектура в Чаде, расположенный на территории региона Лак. Входит в состав Вайи.

## Географическое положение
Город находится в западной части Чада, к востоку от озера Чад, на высоте 285 метров над уровнем моря.
Населённый пункт расположен на расстоянии приблизительно 97 километров к северо-северо-востоку (NNE) от столицы страны Нджамены.

## Население
По данным официальной переписи 2009 года численность населения Кулудии составляла 41 748 человек (21 205 мужчин и 20 543 женщины). Население супрефектуры по возрастному диапазону распределилось следующим образом: 50,8 % — жители младше 15 лет, 44,2 % — между 15 и 59 годами и 5 % — в возрасте 60 лет и старше.

## Транспорт
Ближайший аэропорт расположен в городе Нгури.